# امیل زوتور

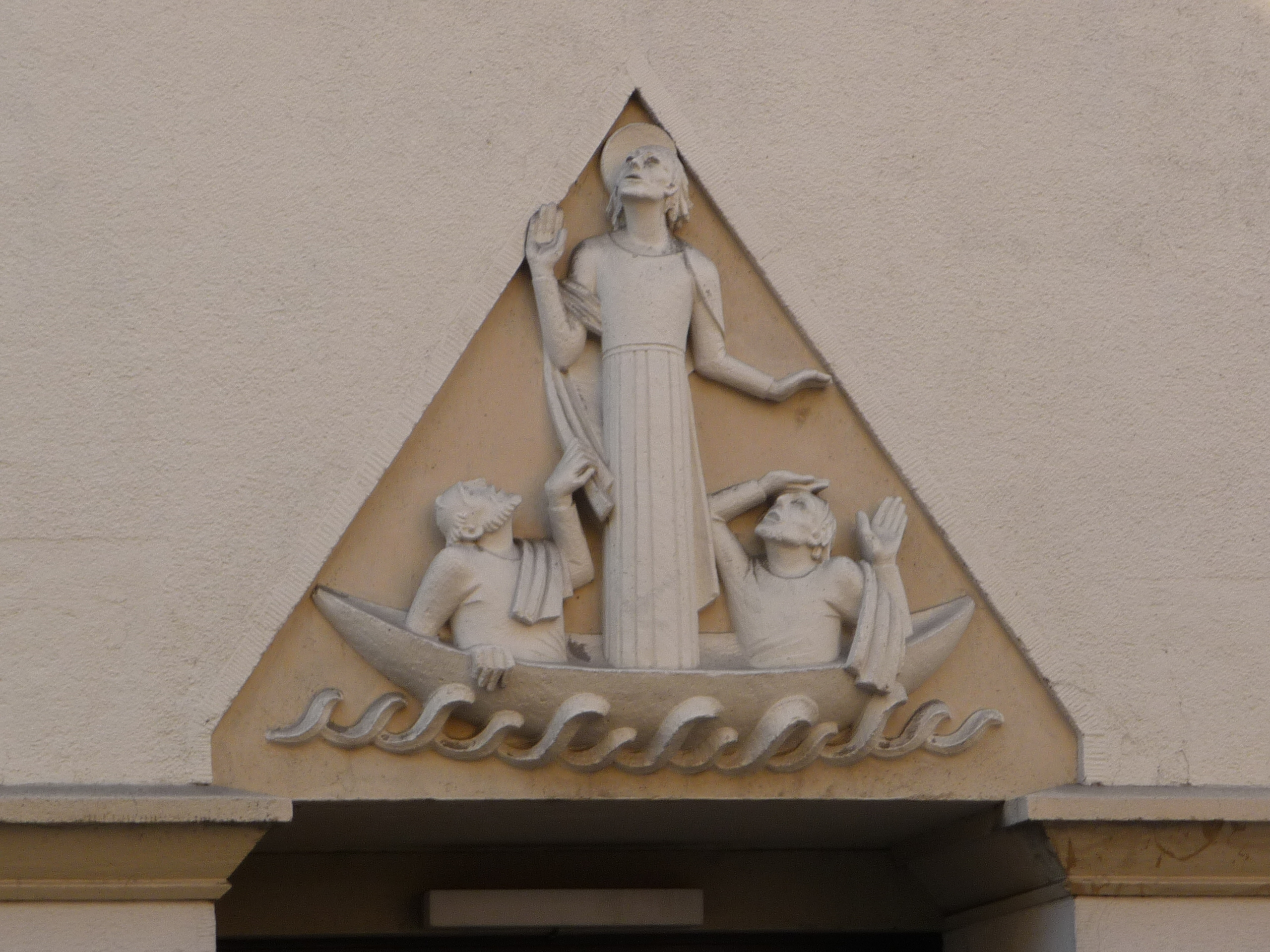
اثری از امیل زوتور، مجسمه‌ساز اهل آلمان

امیل زوتور (آلمانی: Emil Sutor; ۱۹ ژوئن ۱۸۸۸ – ۱۳ اوت ۱۹۷۴) مجسمه‌ساز اهل آلمان بود.
از افتخارات وی میتوان به کسب مدال طلا مجسمه‌سازی نقش برجسته در بخش مسابقات هنری بازی‌های المپیک تابستانی ۱۹۳۶ اشاره کرد.